# Maniakalny glina
Maniakalny glina lub Obłąkany glina (org. Maniac Cop) – amerykański horror film kryminalny z 1988 roku w reż. Williama Lustiga.

## Fabuła
Na terenie Nowego Jorku dochodzi do serii brutalnych zabójstw. Morderca działa w policyjnym mundurze, obdarzony jest wyjątkową siłą fizyczną i jak się wkrótce okazuje kule się go nie imają. Ofiarą zabójcy pada w końcu żona jednego z policjantów Jacka Forresta, która krótko przed tym przyłapała go w łóżku z jego koleżanką-policjantką Theresą. Forrest zostaje aresztowany jako główny podejrzany. Jednak prowadzący śledztwo detektyw McCrae podejrzewa, że zabójca to były policjant Cordell, onegdaj niesłusznie oskarżony i skazany przez skorumpowanych polityków burmistrza. W więzieniu pada on ofiarą krwawej zemsty współwięźniów, którzy ciężko go ranią. Chcący go ratować przed dalszą dintojrą więzienny lekarz wystawia mu fałszywy akt zgonu. Zanim detektyw McCrae zdąży aresztować podejrzanego sam pada jego ofiarą. Posterunkowi Forrest i Mallory, którym podczas ataku maniaka na posterunek udaje się zbiec, próbują dopaść sprawcę. Udaje się im to jednak tylko połowicznie – uciekający nadbrzeżem policyjną furgonetką Cordell nabija się w pewnym momencie samochodem na fragment masztu żaglówki i wpada wraz z pojazdem do wody. Zdaje się, że nie mógł wyjść z tego cało. Jednak po wydobyciu wraku wozu na powierzchnię okazuje się, że kabina kierowcy jest pusta, a pod pomostem powoli wynurza się z wody nie zauważona przez nikogo dłoń.

## Obsada aktorska
- Tom Atkins – detektyw Frank McCrae
- Bruce Campbell – posterunkowy Jack Forrest
- Laurene Landon – posterunkowa Theresa Mallory
- Richard Roundtree – komisarz Pike
- William Smith – kpt. Ripley
- Robert Z’Dar – Matthew Cordell
- Nina Arvesen – Regina Sheperd
- Sheree North – Sally Noland
- Victoria Catlin – Ellen Forrest

## O filmie
Film w momencie swojej premiery nie spotkał się z uznaniem krytyków. Zarzucano mu „kiepską grę aktorów, sztywne dialogi i ogólną stereotypowość”. Jednak po latach, z okazji premiery na DVD w 2006 roku, film określono jako „jeden z najlepszych, kultowych i zapomnianych horrowów klasy „B” lat 80.”.
Obraz doczekał się dwóch kontynuacji: w roku 1990 (Maniakalny glina 2) i 1993 (Maniakalny glina 3).